# Erfahrungsorientierung
Erfahrungsorientierung ist eine Konzeption des Lehrens und Lernens, die das schulische Lernen mehr mit dem Leben verbinden will. Bei der Erfahrungsorientierung geht es dabei um zwei Varianten, nämlich das Lernen anknüpfend an bisherige Erfahrungen und das Schaffen neuer Erfahrungen. In der letzteren Variante ist es mit der Lebensnähe eng verbunden.
Bereits zu Beginn des 20. Jahrhunderts wurde in den USA von John Dewey das Konzept der Erfahrungsorientierung entwickelt. Diesem Ansatz lag der Gedanke zugrunde, dass Lernen intensiver ist, wenn wir das Lernen weg von der Buchschule hin zu konkreten Erfahrungen entwickeln. Das Stichwort „Erfahrungsorientierung“ war später eines der ersten kritischen Konzepte, das den begrifflich orientierten Curricula der frühen 1970er Jahre gegenübergestellt wurde.
Kern bleibt, dass für das didaktische Denken die Lebenswelt der Kinder, also ihre subjektiv erlebte umgebende Welt, als wichtig erachtet wird, aber nicht im Sinne eines statischen Verstärkens der Ist-Situation, sondern als Möglichkeit zur weiteren menschlichen und gesellschaftlichen Entwicklung. Der Begriff der Erfahrungsorientierung bezieht sich auf das Anknüpfen an bereits gemachte Erfahrungen. Er ist also breiter als der der Lebensnähe und hat tiefer liegende lerntheoretische Begründungen. Hartmut von Hentig griff dieses Konzept bei der Gründung der Bielefelder Laborschule wieder auf. Dort werden verschiedene Varianten des Konzeptes seit mehr als 30 Jahren erprobt.
Insbesondere im Sachunterricht genießt dieser Ansatz hohe theoretische Wertschätzung.